# Museo de Granollers
El museo de Granollers (Granollers, Barcelona) contiene un fondo heterogéneo formado por colecciones de arqueología, artes decorativas, etnografía, numismática y arte antiguo, moderno y contemporáneo. El Museo, que está integrado en la Red de Museos Locales de la Diputación de Barcelona, coordina y apoya la mayoría de las excavaciones arqueológicas de la comarca del Vallés Oriental, y a su vez potencia el conocimiento y la protección del patrimonio cultural local. Asimismo, el Museo gestiona L'Adoberia, centro de interpretación histórica del Granollers medieval, localizado en la antigua curtiduría de Ginebreda, un espacio enmarcado por la muralla medieval y la propia curtiduría.

## Historia
El Museo tiene su origen en la creación en 1932 de la comisión organizadora del Museo de Granollers y del Vallés Oriental (Comissió Organitzadora del Museu de Granollers i del Vallès Oriental en catalán), encargada de recoger e inventariar piezas, y sustituida en 1934 por el Patronato del Museo-Archivo de Granollers y del Vallés Oriental. En 1937 la casa Molina se convirtió en la sede del Museo, acogiendo también obras de arte procedentes de colecciones particulares y eclesiásticas de la comarca; el museo de Granollers se inauguró oficialmente en 1946 y estuvo ubicado en la casa Molina hasta su demolición en 1965. El Museo de Granollers quedó sin sede hasta que en 1976 se inauguró la sede actual, un edificio construido a propósito y proyectado por los arquitectos Bosch, Botey y Cuspinera.

## Exposición
Los fondos del Museo se exhiben de manera rotativa en exposiciones trianuales para dar más dinamismo a las colecciones, y se programan también exposiciones temporales y otras actividades como talleres, conferencias o conciertos.

### Fondo de arqueología
El fondo de arqueología está formado principalmente por materiales procedentes de los yacimientos de la comarca, como los ajuares funerarios neolíticos del Camí de Can Grau (La Roca del Vallés) y de la Bòbila d'en Joca (Montornés del Vallés), aunque también consta de piezas procedentes de la necrópolis punicocartaginesa del Puig des Molins (Ibiza), materiales cerámicos de Ampurias y materiales de época romana y árabe procedentes de Mérida (Extremadura), además de una colección de exvotos iberos de bronce, probablemente del sur de la península ibérica. Asimismo, el Museo es el dipositario de los materiales arqueológicos de la mayoría de las excavaciones realizadas durante los últimos años en la comarca.

### Fondo de arte
El fondo de arte del Museo reúne pinturas y esculturas dedesde el siglo XIII hasta la actualidad. Entre las piezas más antiguas, destacan los fragmentos del púlpito de la iglesia de Sant Esteve de Granollers, del siglo XVIII, y el retablo de la Virgen del Rosal, del siglo XVI. En lo referente a arte más reciente, el fondo consta de obras de artistas de fines del siglo XIX, como Eliseo Meifrén, Josep Maria Tamburini y Rossend Nobas, y de autores del siglo XX como el escultor Manolo Hugué, el ceramista Antoni Cumella, Josep Uclés o Antoni Tàpies. Tiene también una colección de artistas de la joven vanguardia catalana de la década de 1990.

### Fondos de historia y etnografía
Los fondos de historia y etnografía son los más heterogéneos del Museo: cuenta con armas, camafeos, llaves y otros objetos de diversa índole procedentes de colecciones particulares formadas fuera del Museo. Destacan el fondo de numismática, con monedas antiguas y modernas, y el de cerámica y vidrio.